# Fındıqlı
Fındıqlı è un comune dell'Azerbaigian situato nel distretto di Zaqatala. Conta una popolazione di 590 abitanti.